# Commandant Teste
Die Commandant Teste war ein Flugzeugmutterschiff der französischen Marine vor und im Zweiten Weltkrieg. Sie war nach dem Pionier der französischen Marineflieger Paul Teste († 1925) benannt, der als erster Franzose am 20. Oktober 1920 auf einem Schiffsdeck landete.
Das Schiff hatte eine bewegte Laufbahn: es war bei dem britischen Angriff auf die französische Flotte in Mers-el-Kébir (Operation Catapult) am 3. Juli 1940 und bei der Selbstversenkung der Vichy-Flotte in Toulon am 27. November 1942 beteiligt. Es wurde zweimal versenkt und zweimal wieder gehoben.

## Technische Daten
Nachdem der Flugzeugträger Béarn 1926 in Dienst gestellt worden war, wollte die französische Marineführung eine zweite schwimmende Flugzeugbasis, entschied sich aber für ein schneller und billiger zu bauendes Flugzeugmutterschiff. Die Commandant Teste wurde im Mai 1927 bei der Werft „Forges et chantiers de la Gironde“ in Bordeaux auf Kiel gelegt, lief am 12. April 1929 vom Stapel und wurde 1932 in Dienst gestellt. Bei 167 m Länge, 27 m Breite und 7,40 m Tiefgang verdrängte sie vollausgerüstet 11.500 Tonnen. Zwei Schneider-Zoelly-Turbinen mit zusammen 21.000 PSw (15.500 kW) verliehen ihr eine Höchstgeschwindigkeit von 20,5 Knoten. Der Aktionsradius betrug 8.500 Seemeilen. Die Bewaffnung bestand aus zwölf 100-mm- und acht 37-mm-Flugabwehrgeschützen sowie zwölf Maschinengewehren. Die Besatzung zählte 686 Mann.
Das Schiff wurde mit vier Katapulten und fünf Kränen mit je 12 Tonnen Hebekraft ausgerüstet. Der Hangar mit einer Größe von 84 m × 27 m × 7 m erlaubte es, bis zu 26 Wasserflugzeuge aufzunehmen. Dabei konnte es sich um Torpedoflugzeuge, Bomber oder Aufklärer handeln. Tatsächlich war die Commandant Teste während ihrer Dienstzeit unter anderem mit folgenden Flugzeugtypen ausgestattet:
- Levasseur PL.15
- Latécoère 298
- Gourdou-Leseurre GL-813
- Loire 130
- Loire 210

## Laufbahn
Die Commandant Teste diente im Mittelmeer und nahm während des Spanischen Bürgerkriegs an den Neutralitätspatrouillen vor der spanischen Küste teil. Nach dem Ausbruch des Zweiten Weltkriegs gab sie ihre Wasserflugzeuge ab und diente als Flugzeugtransporter zwischen den französischen Besitzungen in Nordafrika und dem Mutterland.
Am 3. Juli 1940 befand sie sich in Mers-el-Kébir, als die britische Force H unter Vizeadmiral Somerville die dort liegenden französischen Marineeinheiten angriff, das Schlachtschiff Bretagne versenkte und die anderen an der Mole oder vor Anker liegenden Schiffe beschädigte. Das einzige größere französische Schiff, das den Angriff praktisch ohne Schaden überstand, war die Commandant Teste. Das Schiff entkam während der Nacht zum 4. Juli aus dem verminten Hafen und lief über Arzew zunächst nach Biserta und dann nach Toulon. Dabei wurde es von dem britischen U-Boot Proteus gesichtet, das aber keine Gelegenheit zum Angriff fand.
Die Commandant Teste war am 27. November 1942 in Toulon, als Admiral Jean de Laborde, Befehlshaber der Hochseeflotte des Vichy-Regimes, nach dem Einmarsch der deutschen Wehrmacht in die bisher unbesetzte Zone Vichy-Frankreichs (Unternehmen Anton) die Selbstversenkung der Flotte befahl, um sie nicht in deutsche Hand fallen zu lassen. Wie fast die gesamte Flotte wurde auch die Commandant Teste versenkt. Sie wurde am 1. Mai 1943 durch die italienische Marine gehoben, im September 1943 von der deutschen Kriegsmarine in Besitz genommen, aber dann in der Nacht des 18./19. August 1944 durch alliierte Bomber erneut versenkt.

## Ende
Im Februar 1945 wurde sie aufs Neue gehoben, da man sie für reparabel hielt und als Ausbildungsschiff benutzen wollte. Dies stellte sich als nicht realisierbar heraus, und sie diente stattdessen bis 1950 als Lagerschiff für aus den USA gelieferte Militärausrüstung. Am 15. Mai 1950 wurde sie aus der Liste der Marineschiffe gestrichen und schließlich 1963 zum Verschrotten verkauft.